# Pierre Parmentier
Pierre Parmentier (* 1907; † unbekannt) war ein französischer Fußballspieler und Trainer.

## Karriere
Parmentier begann seine Karriere als aktiver Spieler 1932 beim SC Douai, wo er im Tor stand. In der folgenden Saison spielte er bei der US Valenciennes in der zweiten Liga. Dort war er ab 1938 als Trainer tätig. Aufgrund des Zweiten Weltkriegs nahm das Team jedoch lange Zeit nicht an Wettbewerben teil. Von 1957 bis 1958 trainierte er den Zweitligisten US Forbach. Über sein weiteres Leben ist nichts bekannt.